# Euryphura neooliva
Euryphura neooliva är en fjärilsart som beskrevs av Van Someren 1939. Euryphura neooliva ingår i släktet Euryphura och familjen praktfjärilar. Inga underarter finns listade i Catalogue of Life.